# چاه موتور کمیته امداد
چاه موتور کمیته امداد روستایی در دهستان قلعه زری بخش جلگه ماژان شهرستان خوسف استان خراسان جنوبی ایران است.

## جمعیت
بر پایه سرشماری عمومی نفوس و مسکن در سال ۱۳۹۵ جمعیت این روستا ۱۵ نفر (۶خانوار) بوده‌است.